# Kapitan Haddock
Kapitan Archibald Haddock (francosko Capitaine Archibald Haddock, francoska izgovorjava: [kapitɛn aʁʃibald adɔk]) je eden izmed glavnih (izmišljenih) likov Hergéjevega stripa Tintin in njegove pustolovščine, najboljši prijatelj osrednjega lika, mladega časnikarja Tintina. Je upokojeni trgovski mornar, po značaju zelo vzkipljiv, poznan je po zajetnem številu nenavadnih kletvic in zelo rad pije viski Loch Lomond. Prvič se je pojavil v knjigi Zlati rakci in od takrat je bil v vsaki Tintinovi knjigi.

## Zgodovina
Kapitan Haddock je več kot dvajset let plul s svojim starim prijateljem, kapitanom Chesterjem, preden je postal poveljnik ladje Karaboudžan, kjer je njegov alkoholizem izkoristil prevarantski prvi častnik Allan Thompson. Tintin ga je rešil z ladje in prijatelja se skoraj nista več ločila. Je neposredni potomec pomorščaka iz 17. stoletja sira Francisa Haddocka, pomorskega kapitana v času Karla II (v francoski različici Ludvika XIV) Med dogodivščinami s Tintinom je bil kapitan na dveh odpravah, med odpravo iskanja meteorita je poveljeval ladji Aurora v filmu Skrivnostna zvezda in ladji Sirius, ki jo je kapitan Chester posodil Haddocku za iskanje zaklada Reda Rackhama. Ob koncu slednje pustolovščine je Haddock z izkupičkom od prodaje patenta svojega prijatelja profesorja Sončnico za podmornico, odporno na morske pse, kupil Marlinspike Hall, ki je nekoč pripadala predniku kapitana, Haddocka Francisu. Haddock se je tam upokojil ter povabil Tintina in Sončnico, naj za nedoločen čas živita z njim.

## Ime
Kar zadeva izvor imena kapitana Haddocka, ki se je prvič pojavilo v Hergéjevih zapiskih leta 1938, je po mnenju Philippa Goddina, avtorja Kronologije dela, navdih zanj našel v kapitanu Craddocku iz francosko-nemškega filma Hanns Schwarz in Max Vaucorbeil (1931), katerega velik ljubitelj je bil Hergé. V izvirni francoski različici filma Zlati rakci kapitan Haddock v filmu celo zapoje pesem: "Fantje iz mornarice". Po besedah Hergéjeve prve žene Germaine Kiekens pa ime "Haddock" izhaja iz angleške ribje jedi, dimljene vahnje. Vendar je ime Haddock v angleščini pravi priimek, primeri, kot je sir Richard Haddock (1629-1715), ki je v bitki pri Solebayu ukazal kralju Jamesu. Njegov drugi sin Nicholas Haddock je nadaljeval očetovo kariero. Poleg tega je bil Herbert James Haddock (1861-1946) poveljnik ladje White Star Line in Titanika, med drugim pri tehničnih preizkusih pred oddajo čezatlantski družbi, nato pa sestrske ladje Titanika, Olympic. Njegovo krstno ime "Archibald" je razkrito šele v predzadnji pustolovščini Tintin in gverilci ter v knjigi Tintin v Alph-Art.

## Alkoholizem
Kapitan Haddock je bil pijanec, kar je ena od njegovih slabosti. Nerad pije vse, kar ne vsebuje alkohola, na primer (še posebej) vodo. Te navade se je poskušal otresti, postal je celo predsednik Društva treznih mornarjev. Pozneje je profesor Sončnica v Tintin in gverilci izumil tablete, s katerimi so vse alkoholne pijače postale nagnusne in s tem dokončno odpravil Hadddockov alkoholizem.

## Zunanji videz
Kapitan Haddock je svetle polti, ima črne lase in brado ter nosi črno kapitansko kapo in suknjič, črtast moder pulover  in črnim sidrom na sredini, črne hlače in rjave čevlje.

## Kletvice.
Kapitan Haddock je znan po številnih kletvicah, od preprostih ("psi!" in "podgane!") do znanstvenih ("pitekantropi!") in vzvišenih ("vegetarijanec!"). To je poskus izčrpnega seznama vseh njegovih kletvic in žaljivk. Izrazi, označeni s simbolom "♦", lahko vsebujejo namerno sklicevanje na ljudi današnje etnične pripadnosti, narodnosti ali kulture.  Izrazi, označeni z "**", so v ameriškem angleškem prevodu v izdaji Golden Press (1959).

### Izvor koncepta
Hergé si je zamislil, da ima Haddock kot mornar zelo pisan besednjak, kar bi v povezavi z njegovim temperamentom seveda privedlo do tega, da bi ob jezi izrekel veliko kletvic. V štiridesetih letih dvajsetega stoletja je bila cenzura v medijih zelo stroga, tudi glede vključevanja žaljivega jezika. Vendar se je Hergé takrat spomnil dogodka iz leta 1933, ko je trgovec žaljivo uporabil izraz "pakt štirih sil", kar ga je spodbudilo k uporabi uradno ne žaljivih izrazov (zlasti znanstveno uporabljenih), kot so kletvice[1].
Koncept je bil prvič uporabljen v Haddockovem prvencu The Crab with the Golden Claws, zlasti v nepozabnem prizoru, ko Haddock napade skupino sovražnih Berberov in pri tem preklinja na vsa pljuča. Zamisel se je izkazala za tako uspešno, da je postala Haddockova osnovna značilnost in se je nadaljevala v vseh njegovih nastopih v franšizi Tintin.

## Biankina imena
Bianca Castafiore si težko zapomni Haddockov priimek, zato si je ustvarila veliko novih imen, spodaj je njihov seznam:
Addock, Capslock, Kapok, Bangkok, Bartok, Fatstock, Drydock, Hopscotch, Stopcock, Hammock (napačen zapis/izgovorjava naj bi bila posledica njene), Paddock, Hassock, Havoc, Maggot, Bootblack, Balzac, Bedsock, Padlock, Hatbox, Stockpot, Harrock in Hemlock.
Eden od razlogov, zakaj ima Bianca Castafiore vedno težave s pravilno izgovorjavo Haddockovega priimka, je morda ta, da Haddock ob njunem prvem srečanju v knjigi Zadeva Sončnica ni znal pravilno izgovoriti svojega imena (Hoddack, Haddad) (čeprav je napačno izgovorila tudi ime Jolyona Wagga (Bag, Swag) in Nestorja (Chester).